# 中州 (臺灣)
中州，是臺灣臺南市西港區的一個傳統地域名稱，位於該區中部略偏西南，並向北北西延伸至竹邊界。相較於今日行政區，其範圍大致包括慶安里西北大半部、竹林里東部、南海里北部東側凸出部分。
本地區境內主要聚落為中州、檳榔林，並設有西港國小。

## 歷史
台灣日治初期，中州地區為一街庄，稱為「中州庄」（舊制街庄），隸屬於西港仔堡。該庄昔日西北與蕭壠庄為鄰，東北邊及東邊北段與下宅仔庄為鄰，東南中至南段與八份庄、西港仔庄為鄰，南邊為南海埔庄，西邊為劉厝庄。
1901年（日治明治三十四年）11月11日，全台廢縣廳改設二十廳，該庄隸屬於鹽水港廳。1904年（明治三十七年）4月1日，該庄編入「西港仔區」，隸屬於鹽水港廳。1906年（明治三十九年）4月1日，鹽水港廳內管轄區域調整，該庄仍隸屬於西港仔區。1909年（明治四十二年）10月25日，全台合併二十廳為十二廳，西港仔區改隸屬於臺南廳。1920年（大正九年）10月1日，全台地方制度大改正，廢十二廳改設五州二廳，該庄改制為「中州」大字，隸屬於臺南州北門郡西港庄（新制街庄）。
戰後西港庄改制為西港鄉，隸屬於臺南縣，大字亦改制為村。1950年（民國39年）10月25日，雲、嘉、南分治，西港鄉仍隸屬於臺南縣。2010年（民國99年）12月25日，臺南縣、市合併為直轄臺南市，西港鄉改制為西港區。

## 聚落
本地區發展較早的聚落為頂中州（已消失）、下中州（中州），在日治初期的官方地圖上已有記載。此外，本地區尚有檳榔林聚落。

## 交通
省道台19線又稱「中央公路」，是彰化至永康的幹道，經過本地區東北部及東部邊界地帶。由該道路北行可前往佳里區、學甲區、鹽水區、嘉義縣義竹鄉等地；南行可前往西港區西港市區、安定區、安南區、永康區西端，並止於六甲頂地區的省道台1線轉角路口。
市道173號是麻豆至九塊厝的道路，經過本地區南部邊界地帶東段。由該道路東北行可前西港區西港市區、麻豆區，並止於麻豆市區的市道171號暨市道176號路口；西南行可前往七股區南部，並止於省道台61線暨市道173甲線終點路口。
區道南34線是三合寮至西港的道路，經過本地區中州聚落北郊。
區道南43線是中洲至新港的道路，其北側端點（起點）位於本地區西部邊界地帶的區道南46線路口。
區道南43-1線是中州至大竹林的道路，其北側端點（起點）位於本地區中北部檳榔林聚落的區道南46線路口。
區道南44線是檳榔林至檨仔林的道路，其西側端點（起點）位於本地區東北部邊界地帶的省道台19線路口。
區道南46線是蚶西港至中洲的道路，其東側端點（起點）位於本地區東北部邊界地帶的省道台19線路口，由此向西會經過本地區檳榔林聚落。

## 學校
- 西港國小